# Уорд, Энн
Энн Мари Уорд (англ. Ann Ward, род. 20 апреля 1991, Даллас, штат Техас, США) — американская модель, победительница 15 сезона шоу «Топ-модель по-американски».

## Биография

### Ранняя жизнь
Энн Уорд родилась 20 апреля 1991 года в городе Даллас, штат Техас. В 2009 году она окончила школу «Prosper Hight School» в городке Проспер, штат Техас, самую дорогую школу штата как раз за год до своей победы в шоу.
Из-за своего высокого роста она часто терпела насмешки в школе, из-за чего у девушки развился комплекс неуверенности в себе. Её постоянно спрашивали, играет ли она в баскетбол или является ли моделью, потому что рост девушки 1 метр 88 сантиметров. Также её родители имеют очень высокий рост — мама 1 м 90 см, а папа — 1 м 98 см. Также у Энн есть брат, рост которого чуть больше 2 метров.

### До шоу
После бесконечных расспросов Энн решила испытать удачу и обошла ряд модельных агентств, но в каждом агентстве ей отказывали из-за слишком высокого роста девушки.

### Топ-модель по-американски
В 2010 году Энн пригласили на реалити-шоу «Топ-модель по-американски». Она стала первой участницей за всю историю шоу, снимки которой были лучшими пять фотосессий подряд, а также первой победительницей из штата Техас. В финале она вместе с другой участницей Челси Хёрсли участвовала в показе «Roberto Cavalli» и в рекламном ролике «Covergirl Cosmetics». Другие участницы часто обсуждали слишком высокий рост Энн и её некоторую стеснительность, но несмотря на это, несмотря на застенчивость и стеснительность, девушке удалось победить в шоу. Газета «Los Angeles Time» писала о ней, как о самой застенчивой участнице за всю историю шоу. Хотя она раскрывалась в узком кругу.

## Карьера
После окончания сезона шоу Энн получила обещанные призы — контракт с агентством IMG Models, два разворота в модном журнале «Vogue Italia», обложку в журнале «Beauty In Vogue», а также подписала контракт на 100 000 долларов с известной фирмой косметики «Covergirl». С этими марками также сотрудничают модели Хайди Клум, Жизель Бюндхен и Лара Стоун, а также певица Рианна.
В марте 2011 года Энн появилась на пяти разворотах журнала «Vogue Italia», а не на двух, как предполагалось. Также обложка в журнале «Beauty In Vogue» была опубликована в мае 2015 года.
После победы в шоу «Топ-модель по-американски» Энн работает с Covergirl, а также сотрудничает с модельным агентством «IMG Models». Также приняла участие в модном дефиле «Alex London Fashion Show».